# Piramidi di Segonzano

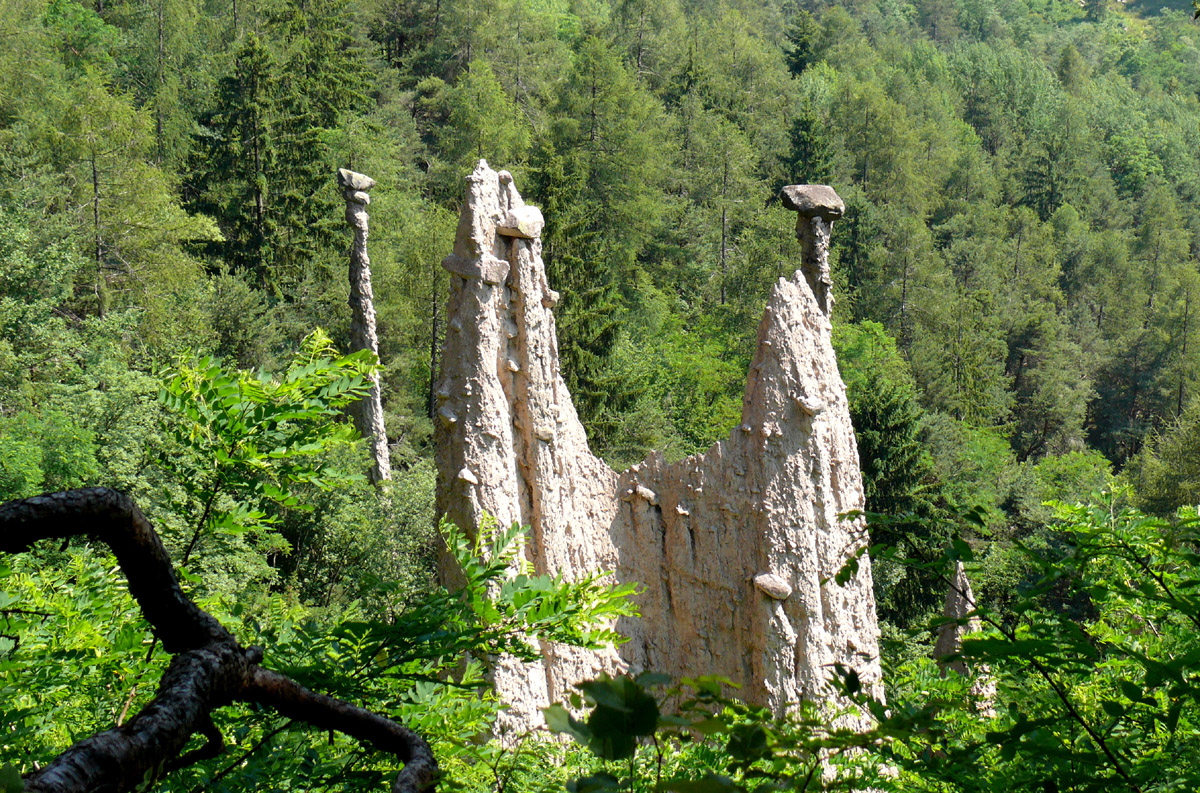
Piramidi di Segonzano

Le piramidi di Segonzano (òmeni, "uomini" in dialetto locale) sono piramidi di terra che si trovano nel territorio del comune di Segonzano a 875 metri, nella val di Cembra, in Trentino.

## Descrizione

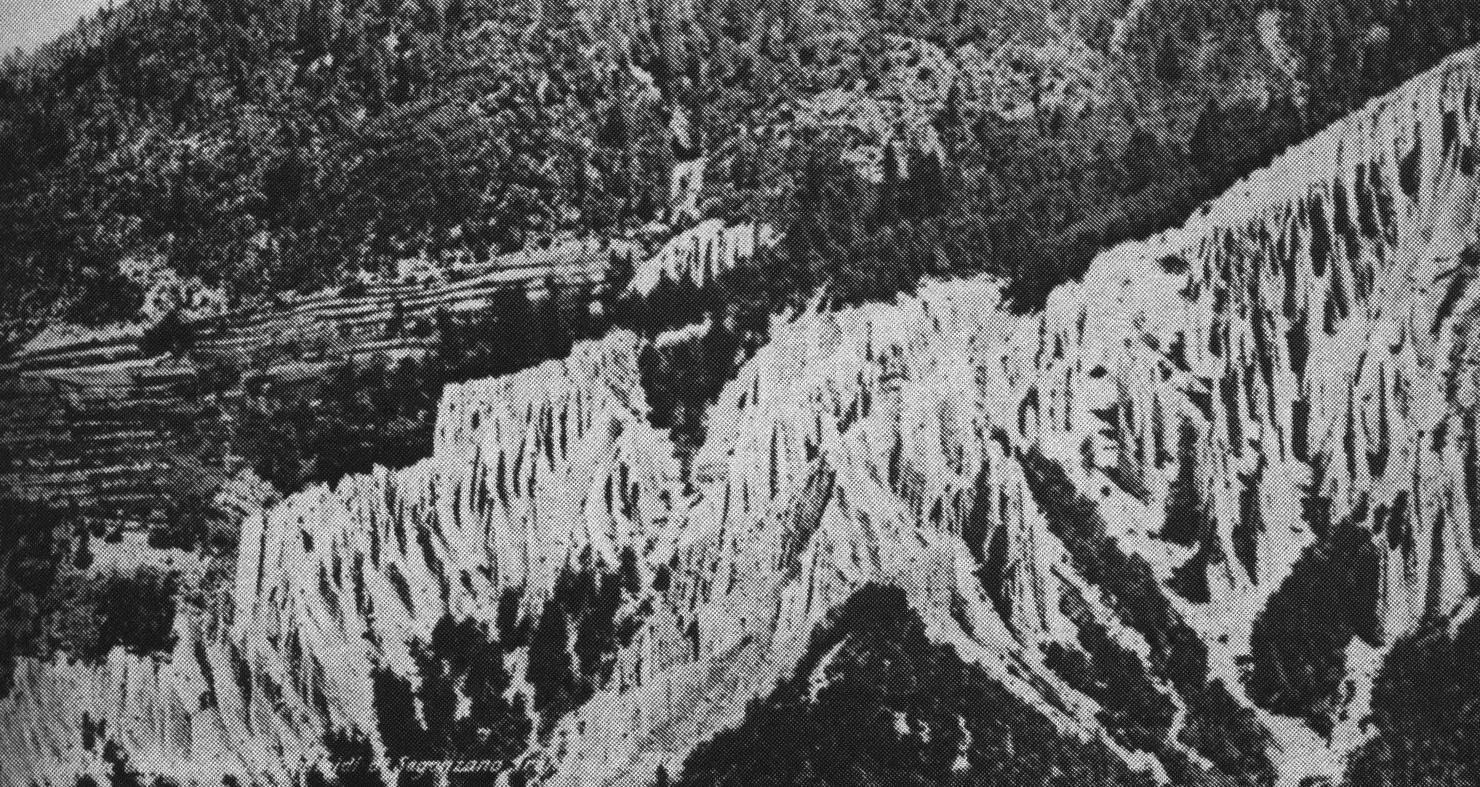
Le piramidi di terra alla loro massima estensione, verso la fine del 1800

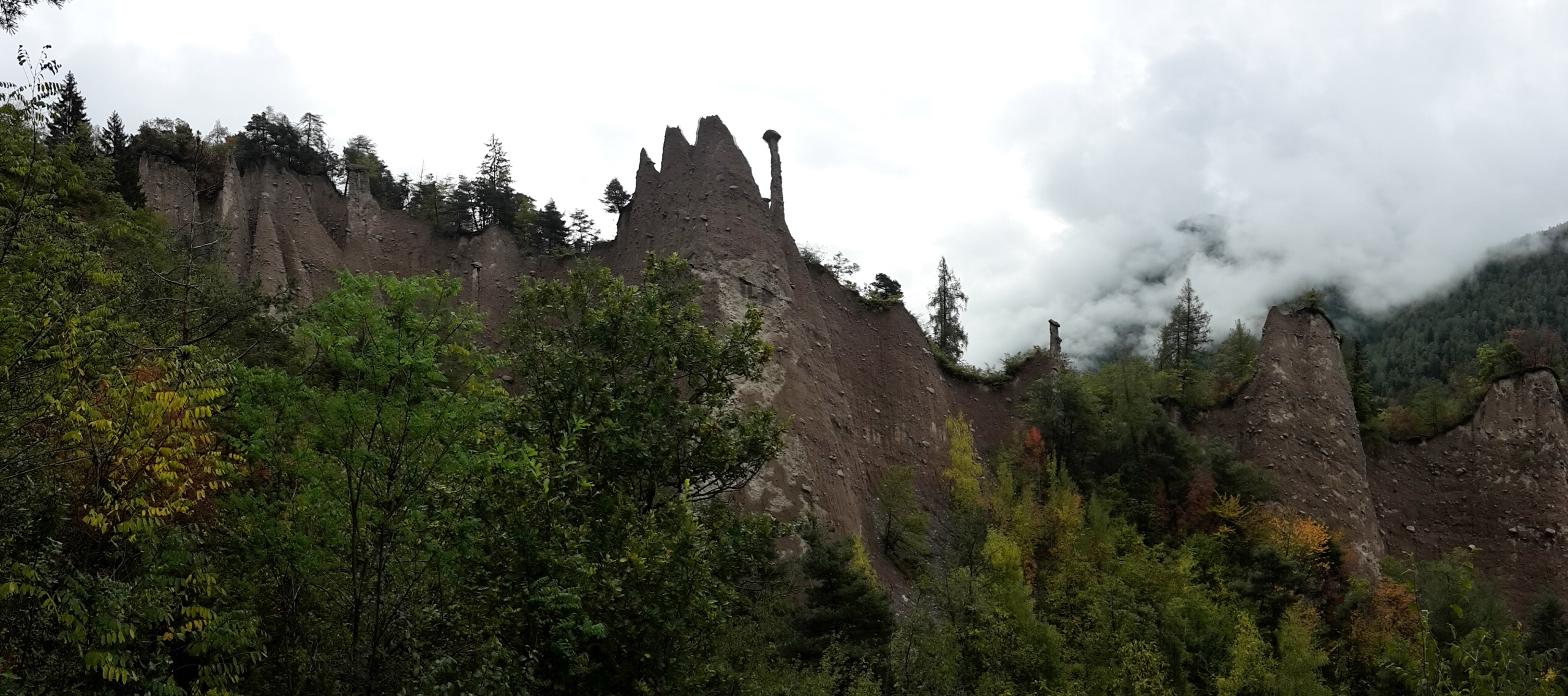
Panoramica delle piramidi

Le formazioni, alcune delle quali raggiungono i 40 metri d'altezza, sono geologicamente di origine molto recente: formatesi circa 50.000 anni fa, sono il frutto dell'opera combinata di azioni di erosione delle acque correnti sul terreno in un deposito morenico lasciato dalle lingue dei ghiacciai quaternari del Würm. 
Sono composte da un conglomerato di terra e piccoli ciottoli di varia origine, sufficientemente consolidati per mantenere una certa consistenza, ma ancora suscettibili all'erosione provocata dall'acqua piovana. Il deposito morenico è stato ricoperto da una frana di grandi massi di porfido, a cui si deve la nascita delle piramidi: sotto il peso del masso, infatti, il terreno è più compatto e protetto dall'erosione della pioggia.